# Маршастель (Канталь)
Маршасте́ль (фр. и окс. Marchastel) — коммуна во Франции, находится в регионе Овернь. Департамент — Канталь. Входит в состав кантона Конда. Округ коммуны — Сен-Флур.
Код INSEE коммуны — 15116.
Коммуна расположена приблизительно в 400 км к югу от Парижа, в 65 км юго-западнее Клермон-Феррана, в 50 км к северо-востоку от Орийака.

## Население
Население коммуны на 2008 год составляло 163 человека.
| 1962 | 1968 | 1975 | 1982 | 1990 | 1999 | 2008 |
| ---- | ---- | ---- | ---- | ---- | ---- | ---- |
| 505  | 513  | 410  | 305  | 216  | 169  | 163  |

## Экономика
В 2007 году среди 107 человек в трудоспособном возрасте (15—64 лет) 76 были экономически активными, 31 — неактивными (показатель активности — 71,0 %, в 1999 году было 73,5 %). Из 76 активных работали 70 человек (43 мужчины и 27 женщин), безработных было 6 (1 мужчина и 5 женщин). Среди 31 неактивных 9 человек были учениками или студентами, 14 — пенсионерами, 8 были неактивными по другим причинам.

## Достопримечательности
- Церковь Сен-Круа-э-Сен-Пьер (XII век). Памятник истории с 1992 года[3]